# 苻雄
苻 雄（ふ ゆう、? - 354年）は、五胡十六国時代の前秦の皇族。字は元才。元の姓は蒲といった。略陽郡臨渭県（現在の甘粛省天水市秦安県の東南）出身の氐族。前秦の基礎を築いた苻洪の末子であり、初代皇帝苻健の弟。第3代君主苻堅の父。苻健の関中支配を確立させた前秦の筆頭功臣である。

## 生涯
父の蒲洪（苻洪）は後趙に仕え、氐族を束ねて枋頭（現在の河南省鶴壁市浚県）に勢力を築いていた。蒲雄もまた後趙の将軍として功績を挙げ、建武年間には龍驤将軍に任じられた。
冉閔の乱により後趙が乱れると、蒲洪は大都督・大将軍・大単于・三秦王を自称し、自らの姓を苻に改めた。これにより、蒲雄もまた苻雄と名を改めた。
350年1月、苻雄は長安から鄴へ向かっていた後趙の征東将軍麻秋を撃ち、その身柄を捕らえた。
3月、苻洪が亡くなると、兄の苻健が後を継いだ。苻健は人心が未だ晋に帰していた事から、三秦王・大都督・大将軍の称号を廃して東晋の官爵を称した。この時、苻雄は輔国将軍に任じられた。
8月、京兆の豪族杜洪は長安に拠って東晋の征北将軍・雍州刺史を自称すると、漢人・胡人問わず多くの者がこれに帰順した。苻健は関中の平定を目論んで全軍を挙げて西進すると、苻雄は歩騎5千を率いて潼関に入り、苻健自らが大軍を率いて後続となった。杜洪は征虜将軍張先（張琚の弟）に3千の兵を与えて潼関の北へ派遣して苻雄を防がせたが、苻雄はこれを攻めて大勝し、張先を長安へ逃走させた。次いで苻雄は渭北の攻略に向かった。氐族酋長毛受は高陵に、徐磋は好畤に、羌族酋長白犢は黄白において各々数万の兵を擁していたが、苻雄が到来するとみな杜洪からの使者を斬り殺し、子息を人質にして降伏した。9月、杜洪は再び張先に迎え撃たせたが、苻雄は揚武将軍苻菁と共に陰盤においてこれを撃破し、張先を捕らえた。さらに渭北の諸城を攻略すると、その尽くを降伏させた。これにより、三輔の郡県は尽くが苻健の傘下に入った。
10月、苻健の軍が長安に逼迫すると、杜洪は遂に司竹へ逃亡した。11月、長安に入城を果たすと、秦州・雍州の漢人・胡人はみな苻健に帰属したが、ただ後趙の涼州刺史石寧だけが上邽に拠って対抗したので、苻雄はこれの討伐に向かった。12月、苻雄は石寧を破り、その首級を挙げた。
351年1月、苻健が天王・大単于の位に即くと、国号を大秦と定めて東晋から自立した（前秦の成立）。苻雄はこれまでの功績により、都督中外諸軍事・丞相・領車騎大将軍・雍州牧に任じられ、東海公に封じられた。
352年1月、苻雄は百官と共に苻健へ皇帝に即位するよう勧め、漢・晋の故事を引き合いに出して必ずしも石氏に倣う必要は無いと述べた（後趙石氏はまず天王を号し、その後しばらく期間を置いてから皇帝に昇った）。苻健はこれに従い、太極前殿において帝位に即き、苻雄は東海王に進封された。
5月、東晋の豫州刺史謝尚・并州刺史姚襄が前秦の征東大将軍張遇の守る許昌へ侵攻すると、苻雄は機に乗じて苻菁と共に関東の地を攻略し、同時に歩騎2万を率いて張遇救援に向かった。潁水の誡橋において東晋軍と交戦となったが、苻雄らは大勝を挙げ、1万5千の兵を討ち取った。さらに、勝ちに乗じて進撃して東晋軍の砦門に到達すると、大半の兵を殺傷し、謝尚らを淮南へ敗走させた。7月、苻雄は張遇と陳・潁・許・洛四州の民5万戸余りを関中に移らせた。また、右衛将軍楊群を豫州刺史に任じ、許昌を鎮守させた。
11月、苻雄は隴西を守る王擢を攻め、前涼へ敗走させた。苻雄は隴東に駐屯した。
353年2月、前涼君主張重華は征虜将軍王擢と将軍張弘・宋脩に1万5千の騎兵を与え、苻雄を討伐させた。苻雄は苻菁と共に龍黎においてこれを返り討ちにし、1万2千の首級を挙げ、張弘・宋脩を捕らえて長安へ送った。王擢は秦州を放棄して姑臧に撤退した。
6月、苻雄は苻菁と共に歩騎4万を率いて隴東に駐屯した。
9月、苻雄は2万を率いて長安に帰還すると、苻菁を派遣して上洛郡を攻略させた。また、豊陽川において荊州を設置し、歩兵校尉郭敬を荊州刺史に任じた。こうして南方の金・奇貨・弓竿・漆蝋が流入するようになり、また関市（交易場）を設置した事で遠方より商人が訪れるようになった。これにより財産物資は充足し、珍品も満ち溢れるようになったという。
同年7月より、前秦の将である孔特が池陽で、劉珍・夏侯顕が鄠で、喬景が雍で、胡陽赤が司竹で、呼延毒が灞城で反乱を起こし、勢力はそれぞれ数万人に及んでいた。9月、苻雄は孔特らの討伐に当たった。11月、池陽を攻略し、孔特を斬った。354年1月、司竹を攻略し、胡陽赤は灞城にいる呼延毒を頼った。
2月、東晋の征西大将軍桓温が長安攻略を目指して北伐を敢行し、歩騎併せて4万を率いて江陵を出発した。また、東晋の梁州刺史司馬勲もまた関中に入り、前秦を共同で撃った。
3月、桓温が上洛・青泥を陥落させ、司馬勲もまた前秦の西の辺境を荒らし回り、前涼の秦州刺史王擢は桓温に呼応して陳倉を攻めた。苻雄は苻萇・苻菁・苻生・苻碩らと共に5万の兵を率いて迎撃に向かい、嶢柳・愁思堆に駐屯した。
4月、苻雄は東晋の将軍桓沖と白鹿原で交戦するも敗北を喫し、他の軍も桓温に敗れたので、一旦長安城南へ後退して守備を固めた。その後、苻雄は騎兵7千を率いて子午谷に進んで司馬勲を破り、女媧堡まで後退させた。
5月、苻雄は白鹿原において桓温を迎え撃ち、1万人余りを討ち取った。6月、桓温が撤退を開始すると、苻雄は陳倉に進んで司馬勲・王擢を破り、司馬勲を漢中に、王擢を略陽に敗走させた。
その後、雍を守る喬秉の討伐に向かったが、病を発してしまい、陣中において没した。苻健は血を吐いて「天は我に四海を平定させるつもりはないのか？どうしてこんなに速く、我から元才（苻雄の字）を奪うのだ！」と慟哭したという。魏王が追贈され、敬武と諡された。司馬孚の故事に倣って葬礼は執り行われ、子の苻堅が爵位を継いだ。
後に苻堅が帝位に即くと、文桓皇帝と追諡された。

## 人物
若くして兵法に通じ、謀略に長けていた。士卒へはよく施しを行い、弓馬の術や政治の方略にも才能があった。ただ、その容貌は醜く、頭が大きい上に短足だったので、後趙時代は軍中で大頭龍驤と呼ばれていたという（後趙時代は龍驤将軍の地位にあった）。
前秦が成立して以降は国家の元勲として重んじられ、君主である苻健に匹敵する権限が与えられていたという。ただ、彼自身は謙恭・博愛にして法律を遵奉したので、苻健より絶大な信頼を得ていた。苻健は彼を重んじて常々「元才は我が姫旦（周公旦）である」と語っていた。

## 逸話
苻健の子であり、甥にあたる苻生は幼い頃から無法な行いを繰り返しており、祖父の苻洪より忌み嫌われていた。ある時、苻洪は苻生に罵倒された事に激怒し、苻健に彼を誅殺するよう命じた。苻健はこれに従って苻生を殺そうと考えたが、苻雄は進み出て「子供は成長すると自然に改めるものです。どうしてこのような事をする必要があるのです！」と諫めたので、苻健は思い止まったという。

## 宗室

### 男子
- 苻法
- 苻堅
- 苻双
- 苻融
- 苻忠